# Émile Boissel-Dombreval
Émile Boissel-Dombreval est un homme politique français, né le 10 avril 1864 à Coutances, décédé le 15 février 1937 à Agon-Coutainville.

## Biographie
Émile Boissel-Dombreval est le fils d'Achille Boissel-Dombreval (1831-1902), notaire, maire de Coutances de 1878 à 1892 et conseiller général de la Manche, chevalier de la Légion d'honneur.
Après ses études au lycée Lebrun de Coutances, il soutient une thèse de doctorat en droit sur la responsabilité civile des ministres. D'abord avocat, il entre au Ministère de la Justice, puis est magistrat à Dieppe et à Rouen, tout en restant attaché à sa ville natale. En 1904, il est élu maire de Coutances - et le restera jusqu'en 1919 - ainsi qu'au Conseil général de la Manche dont il devient le président de la Commission départementale.
Il est élu député (Républicains de gauche) de la Manche au premier tour des élections de 1910 et sera constamment réélu. En 1932, il est le deuxième élu de France pour la proportion des suffrages obtenus. À l'Assemblée nationale, il est remarqué pour son travail dans de nombreuses commissions dont celle de la législation civile. Il est membre du Conseil supérieur de la Marine marchande et du Conseil supérieur de l'Agriculture.
Pendant la Première Guerre mondiale, il est lieutenant-rapporteur du Conseil de guerre à Rouen.
Élu en 1930 président du Conseil général de la Manche, il rend son mandat en 1935 pour cause de maladie et celui de député en 1936. Il décède au début de l'année suivante, à l'âge de 73 ans.

## Pour approfondir